# Dífil (poeta)
Dífil (en llatí Diphilus, en grec Δίφιλος) va ser un poeta grec autor d'un poema titulat Θησηΐς, i d'alguns poemes en coriàmbics, segons diu Pindar. Va viure després d'Èupolis i Aristòfanes.